# Santa Claus (film 1898)
Santa Claus è un cortometraggio muto del 1898, diretto da George Albert Smith.
Brevi cortometraggi che ritraevano bambini furono da subito molto popolari. Ai primi filmati che ritraevano momenti di gioco e di vita quotidiana con un'ottica semi-documentaria, si aggiunse ben presto la dimensione della fantasia, favorita dai trucchi della macchina da presa che rende possibile anche visualizzare l'arrivo di Babbo Natale la notte di Natale.
È uno dei primissimi cortometraggi sul Natale e sul personaggio di Babbo Natale. Anche dal punto di vista tecnico si tratta di un filmato innovativo, il primo che si conosca a mostrare agli spettatori due azioni svolgersi contemporaneamente in parallelo. Da un lato abbiamo i bambini in attesa dei doni, dall'altro Babbo Natale che nella notte arriva dal camino a portar loro i doni.
Gli interpreti del cortometraggio sono i membri della famiglia del regista: la moglie Laura Bayley e i loro figli, Harold Smith e la sorella Dorothy Smith, tra i primissimi attori bambini della storia del cinema a recitare con continuità davanti alla macchina da presa in diversi filmati, sempre diretti dal padre.

## Trama
Due bambini vanno a letto la vigilia di Natale. Sono in attesa di Babbo Natale che calandosi dal camino giungerà nella notte a portar loro i doni, per poi scomparire. Al loro risveglio i bambini ridono felici per i doni ricevuti.

## Produzione
Il film fu prodotto nel Regno Unito dalla George Albert Smith Films.

## Distribuzione
Il film fu distribuito da George Albert Smith Films, Prestwich Manufacturing Company e Warwick Trading Company nelle sale inglesi nel settembre 1898 e già nello stesso anno negli Stati Uniti da S. Lubin.